# 沃尔洪丁河
沃尔洪丁河（英語：Walhonding River）是马斯金格姆河的主要支流，长约37.8公里，位于美国俄亥俄州中东部，通过马斯金格姆河和俄亥俄河，最终注入密西西比河，它的流域面积有5,833 平方公里。